# Горбунов, Андрей Анатольевич
Андрей Анатольевич Горбунов — российский пловец в ластах.

## Карьера
Участник двух чемпионатов мира и чемпионата Европы. Чемпион мира, чемпион Европы, призёр чемпионатов мира, Европы, СССР, России.
4-кратный рекордсмен мира по подводному спорту.
В 1999 году возглавил Пермскую федерацию подводного плавания (ныне Пермская федерация подводного спорта). Также является директором ДЮСШ водных видов спорта г. Пермь.